# Vilim Ambiciozni
Vilim zvani Pravedni ili Ljubazni ili Pristojni (Beč, oko 1370. – 15. svibnja 1406.) iz dinastije Habsburg bio je od 1395. poglavar Albertove i Leopoldove grane svoje obitelji. Od 1386. odnosno 1395. bio je i vojvoda Štajerske, Koruške, Kranjske te od 1404. regent Austrijskog Vojvodstva.